# Tenoa
Tenoa là một chi bướm đêm thuộc phân họ Tortricinae của họ Tortricidae.

## Các loài
- Tenoa curicoana Razowski, 1994